# Might and Magic VII: For Blood and Honor
Might and Magic VII: For Blood and Honor (din engleză Forță și Magie VII: Pentru sânge și onoare) este cea de-a șaptea parte a seriei jocurilor video de rol pentru calculator Might and Magic, dezvoltată de New World Computing și publicată în 1999 de către 3DO. A urmat Might and Magic VI: The Mandate of Heaven din 1998 și a precedat Might and Magic VIII: Day of the Destroyer din 2000.
Jocul este renumit datorită posibilității de a-o sfârși în două feluri, depinzând de alegere făcută de jucătorul la mijlocul gameplay-ului.
Acum compania franceză Ubisoft are drepturi de autor pentru franciză Might and Magic, fiind și proprietarul drepturilor pentru acest joc.